# Super Bomberman R
Super Bomberman R é um jogo de ação, desenvolvido pela Konami e HexaDrive. O jogo foi lançado em 3 de Março de 2017 como um dos títulos de lançamento para o Nintendo Switch e posteriormente para PlayStation 4, Microsoft Windows e Xbox One.

## Jogabilidade
Super Bomberman R é um jogo de ação no qual os jogadores movem-se através de uma grade bidimensional e deve prender e soltar bombas para derrotar seus adversários. O jogo apresenta o modo de história, abrangendo 50 fases e suporte de jogo cooperativo com outro jogador. O jogo também apresenta modo multijogador competitivo de 8 jogadores.